# Slobodan Praljak
Slobodan Praljak (Čapljina, 2 de janeiro de 1945 – Haia, 29 de novembro de 2017) foi um engenheiro, cineasta, encenador, empresário, autor e criminoso bósnio-croata, que serviu como general no Exército Croata e no Conselho de Defesa da Croácia, um exército da República Croata da Herzeg-Bósnia, entre os anos de 1992 e 1995. Foi culpado de cometer crimes de guerra e crimes contra a humanidade pelo Tribunal Penal Internacional para a antiga Iugoslávia (TPII).
Em 2004, entregou-se ao TPII e, em 2013, estava entre os seis oficiais bósnio-croatas condenados por crimes de guerra contra a população de bosníacos durante a Guerra Croata-Bosníaca. Foi condenado a 20 anos de prisão. Recorreu no início de 2017. No entanto, ao ouvir o veredicto de culpado confirmado em novembro de 2017, Praljak cometeu suicídio ao ingerir cianureto na sala do tribunal; morreu algumas horas depois.